# Lissonota alpestris
Lissonota alpestris là một loài tò vò trong họ Ichneumonidae.